# Hreiðgotaland

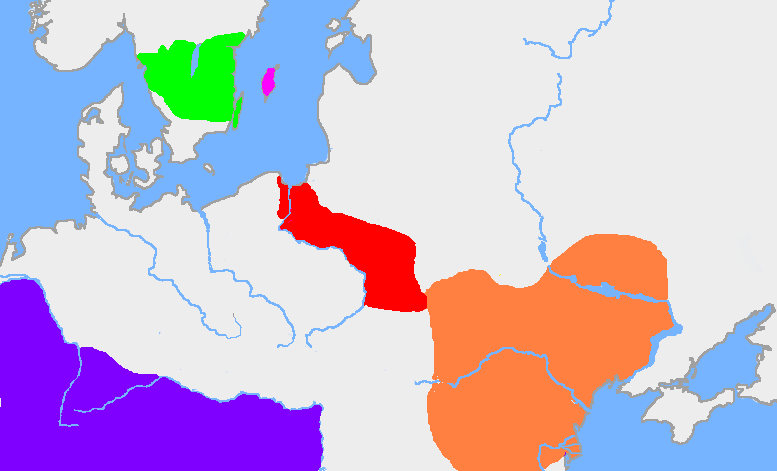
Le più antiche regioni chiamate Hreiðgotaland (in rosso e arancione); l'area in blu scuro è l'Impero romano, l'area verde è Götaland e l'area rosa è l'isola di Gotland.

Hreiðgotaland (reperibile anche nelle forme di Hreidgotaland o Reidgotaland) è la terra che, secondo le fonti della mitologia norrena è il luogo di provenienza dei Goti. La parola norrena hreiðr significa "nido d'uccello" e forse la parola Hreiðgotaland è un kenning che indica la tradizione dei Goti di spostarsi e insediarsi in nuovi territori. Un'altra possibile origine del nome è reið "tragitto, viaggio" (vedi la runa Raido). La seconda parte del nome si riferisce ai Goti, chiamati gutar o gotar. L'identificazione di questo territorio varia a seconda delle fonti; ecco la lista di significati dati a Hreiðgotaland dal Nordisk familjebok:
1. l'isola di Gotland;
2. Götaland;
3. la terra dei Goti, cioè Gothiscandza e altri territori che occuparono più tardi: nella Saga di Hervör essa si chiamava Oium e confinava con la terra degli Unni da cui era separata dalla foresta di Myrkviðr;
4. i territori dei Goti nell'Europa meridionale, secondo le fonti anglosassoni;
5. la Danimarca e la Svezia (secondo l'Edda di Snorri Sturluson questa terra era il regno terreno di Odino);
6. la Danimarca;
7. lo Jutland.

La seconda edizione del Nordisk familjebok spiega che lo hraiðgutum della pietra runica di Rök in Östergötland indicava un popolo che corrispondeva agli Ostrogoti dell'Europa sud-orientale. Nella Saga di Hervör il nome Hreiðgotaland era applicato ai territori degli Ostrogoti. Nell'Edda di Snorri è stato usato sia come riferimento alla penisola dello Jutland sia all'intera Scandinavia, mentre le isole erano chiamate Eygotaland; tuttavia nelle saghe leggendarie, il nome Eygotaland è stato usato solo per l'isola di Gotland nel Mar Baltico.